# Ablabys binotatus
Ablabys binotatus är en fiskart som först beskrevs av Peters, 1855.  Ablabys binotatus ingår i släktet Ablabys och familjen Tetrarogidae. Inga underarter finns listade i Catalogue of Life.